# Лапаротомия
Лапаротоми́я, или чревосече́ние — хирургическое вмешательство, представляющее собой разрезание тела в области живота (разрез брюшной стенки для получения полного или частичного доступа к органам брюшной полости и таза).

## Описание
В зависимости от места разреза лапаротомия даёт доступ к таким органам, как:
- Нижние части пищеварительного тракта;
- Печень, селезёнка, поджелудочная железа;
- Мочевой пузырь;
- Женские репродуктивные органы;
- Почки, аорта, лимфатические узлы, брюшная полость.

Некоторые виды лапаротомии:
- Разрез Мак-Бурнея — правый нижний косой разрез, применяемый при аппендэктомии.
- Разрез Мейларда[англ.] — нижний поперечный разрез.
- Разрез Пфанненштиля[англ.] — надлобковая косметическая лапаротомия с нижним переменным поперечным разрезом, часто применяется при кесаревом сечении[1].
- Разрез Черного[англ.] — нижний поперечный разрез с доступом в пространство Рециуса[англ.]
- Диагностическая лапаротомия[англ.] — для ревизии органов.